# Blue Planet Software
Blue Planet Software, antes conhecido como Bullet Proof Software, é uma distribuidora e desenvolvedora de jogos eletrônicos. A Bullet Proof Software foi fundada no Japão nos anos 1980, enquanto que a Blue Planet Software foi fundada por Henk Rogers em Honolulu, Hawaii, em 1996.

## Lista de jogos
Segue a lista de jogos desenvolvidos pela empresa.
| Título do jogo                        | Data | Plataforma                                          |
| ------------------------------------- | ---- | --------------------------------------------------- |
| Bakuto Dochers                        | 1994 | Super NES                                           |
| Black Onyx Plus                       | 1984 | Game Boy Color                                      |
| Faceball 2000                         | 1991 | Game Boy / Super NES / Virtual Boy (cancelado)      |
| Hatris                                | 1990 | Game Boy                                            |
| Obitus                                | 1991 | Super NES                                           |
| Michael Andretti's Indy Car Challenge | 1994 | Super NES                                           |
| Pipe Mania                            | 1989 | Game Boy                                            |
| Seijyuu Maden: Beast & Blade          | 1995 | Super NES                                           |
| Super Tetris 2                        | 1992 | Super NES                                           |
| Super Tetris 3                        | 1994 | Super NES                                           |
| Tetris (Famicom)                      | 1988 | Famicom                                             |
| Tetris Plus                           | 1990 | Arcade                                              |
| Tetris S                              |      | Sega Saturn                                         |
| Tetris Battle Gaiden                  | 1993 | Famicom                                             |
| True Golf: Wicked 18                  | 1993 | Super NES / 3DO                                     |
| WildSnake                             | 1994 | Game Boy / Super NES                                |
| V-Tetris                              | 1995 | Virtual Boy                                         |
| Welltris                              | 1989 | Amiga / Atari ST / ZX Spectrum / C64 / DOS / Mac OS |
| Wordtris                              | 1991 | Game Boy / Super NES                                |
| Yoshi's Cookie                        | 1993 | Super NES                                           |
| The Twisted Tales of Spike McFang     | 1994 | Super NES                                           |